# Fijnschubbige boleet
De fijnschubbige boleet (Suillus variegatus)  is een soort eetbare paddenstoel in het geslacht Suillus. Zoals alle bolete-achtige soorten heeft het buizen en poriën in plaats van lamellen onder de hoed. De vruchtlichamen groeien van zomer tot herfst in naaldbossen, vooral onder dennen, op heide en op vochtige plaatsen. Hij wordt vaak gevonden bij heide en andere zuurminnende planten op zandgronden.

## Kenmerken

### Uiterlijke kenmerken
Hoed
De hoed heeft een diameter van 6 tot 13 cm. De kleur is roestig tot geelbruin of okergeel. Het voelt fluweelachtig of donzig aan als het jong is. Naarmate het rijpt, wordt het oppervlak gladder, zelfs vettig en plakkerig in natte periodes. 
Steel
De steel heeft een hoogte van 4 tot 10 cm en een dikte 2 tot 4 cm. De kleur is oker, naar boven toe geler en kan aan de basis roestbruin zijn. Het is soms licht bolvormig. Het is cilindrisch, glad en dik aan de onderkant.
Vlees
Het vlees is hard, lichtgeel of lichtoranje, citroengeel onder het oppervlak van de steel. Na het snijden wordt het licht blauw (licht blauwachtig).
Poriën
De poriën zijn oker en worden later meer kaneel.
Sporenprint
De sporenprint is walnootbruin van kleur. 

### Microscopische kenmerken
De sporen zijn 7,5–12 × 3–5 µm in diameter, glad, spoelvormig.

## Verspreiding
De fijnschubbige boleet is wijdverbreid in Centraal-Europa, maar komt ook voor in Noord-Amerika, Zuid-Amerika en Japan. In Nederland komt hij matig algemeen voor. Hij staat op de rode lijst in de categorie 'bedreigd'.